# مارتین هفتمان
مارتین هفتمان (انگلیسی: Martin Haftmann; ۱۶ ژوئیهٔ ۱۸۹۹ – ۲۳ ژوئیهٔ ۱۹۶۱) بازیکن فوتبال اهل آلمان بود.
از باشگاه‌هایی که در آن بازی کرده‌است می‌توان به باشگاه فوتبال درسدنر اشاره کرد.
وی همچنین در تیم ملی فوتبال آلمان بازی کرده‌است.